# Birtevatn
Der Birtevatn ist ein See in der Landschaft Telemark in Norwegen. Er liegt in der Kommune Fyresdal. Die Fläche des Sees beträgt 3,9 km² und er liegt auf einer Höhe von 611 moh. Der See ist Teil des Arendalsvassdragets.